# Hoshi Ryokan

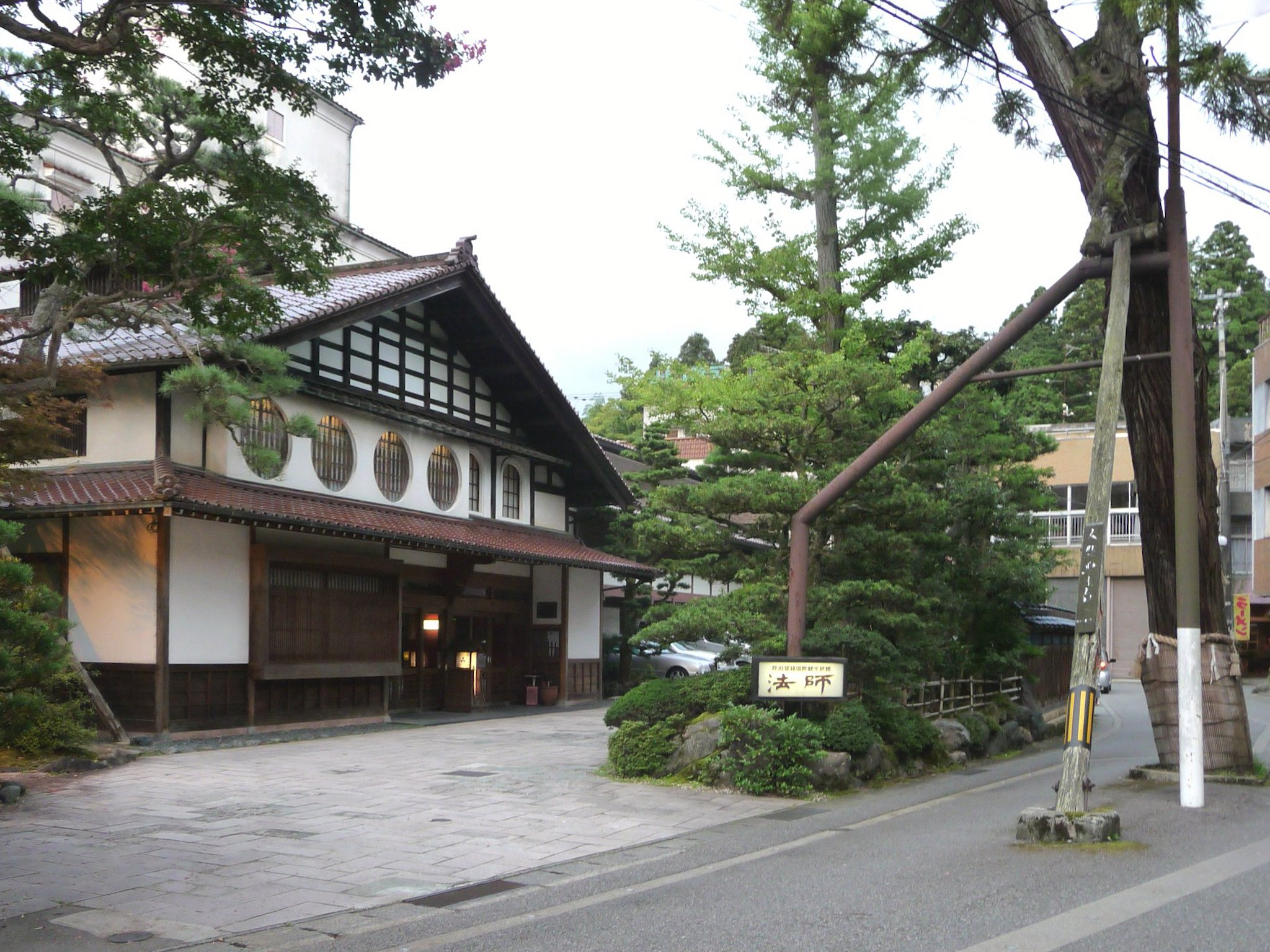
Entrada al Hoshi Ryokan.

Hoshi Ryokan es un Ryokan (alojamiento tradicional japonés) en el área Awazu Onsen de Komatsu, dentro de la Prefectura de Ishikawa, en Japón. Puede alojar hasta 450 personas en 100 habitaciones.
Fundado en el año 718, figura en el Libro Guinness de los récords como el hotel más antiguo del mundo, y, tras la liquidación de Kongō Gumi en 2006, también la empresa con mayor tiempo de actividad.
Hoshi Ryokan siempre fue una empresa familiar, situándose en mayo de 2007 en la cuadragésimo sexta generación tras 1289 años de explotación continua.